# Zapasy na Igrzyskach Ameryki Środkowej 2010
Turniej w ramach Igrzysk - Panama w 2010 rozegrano 12 kwietnia.

## Tabela medalowa
Gospodarz zawodów został zaznaczony kolorem.
| Poz.  | Państwo   |    |    |    | Łącznie |
| ----- | --------- | -- | -- | -- | ------- |
| 1.    | Salwador  | 10 | 2  | 7  | 12      |
| 2.    | Panama    | 6  | 9  | 6  | 19      |
| 3.    | Honduras  | 3  | 4  | 2  | 9       |
| 4.    | Nikaragua | 2  | 5  | 13 | 20      |
| 5.    | Kostaryka | 0  | 1  | 4  | 5       |
| Razem | Razem     | 21 | 21 | 32 | 74      |

## Wyniki

### W stylu klasycznym
| Waga   | złoty            | srebrny          | brązowy                | brązowy                |
| ------ | ---------------- | ---------------- | ---------------------- | ---------------------- |
| 55 kg  | Milton Lazo      | Alberto Mendieta | George Batis           | Alex Pineda            |
| 60 kg  | Luis Portillo    | Yonariel Solis   | Kelvin Escorcia        | ----                   |
| 66 kg  | Jefrin Mejía     | Virgilio Alvia   | Josue Lopez            | Guillermo Medrano      |
| 74 kg  | Elton Brown      | Jimmy Medrano    | Juan Andrade           | Heriberto Sandi        |
| 84 kg  | Kempton Aparicio | Óscar Martínez   | Julian Alfredo Sanchez | Domingo Estrada        |
| 96 kg  | Randy Lambert    | William Serrano  | Anthony Castillo       | Jose Alejandro Fonseca |
| 120 kg | Holbin Tellez    | Irving Herrera   | Carlos Alas            | Juan Jiménez           |

### W stylu wolnym
| Waga   | złoty              | srebrny          | brązowy                | brązowy                    |
| ------ | ------------------ | ---------------- | ---------------------- | -------------------------- |
| 55 kg  | José Edgardo Ramos | Miguel Vasquez   | Michael Bolaños        | Santiago Antonio Hernandez |
| 60 kg  | Luis Portillo      | Darnelio Jiménez | José Tomás López       | ----                       |
| 66 kg  | Humberto Brown     | Jefrin Mejía     | Alexander Dubon        | Christopher Reyes          |
| 74 kg  | Leonardo González  | Heriberto Sandi  | Juan Antonio Rodriguez | José González              |
| 84 kg  | Rodolfo Waithe     | Kevin Mejía      | Julian Alfredo Sanchez | Yoyanis Sanchez            |
| 96 kg  | William Serrano    | Andres Gondola   | Josue Leandro Rivas    | Rene Josue Silva           |
| 120 kg | Randy Lambert      | José Erazo       | Walter Aparicio        | Jose Alejandro Fonseca     |

### W stylu wolnym kobiet
| Waga  | złoty             | srebrny            | brązowy                  |
| ----- | ----------------- | ------------------ | ------------------------ |
| 48 kg | Fátima Ramos      | Brenda Bailey      | Reina Trejos Joana Rojas |
| 51 kg | Emilia García     | Amanda.            | ----                     |
| 55 kg | Graciela Martínez | Patrona Rojas      | Lexis Bazan              |
| 59 kg | Yuri Mata         | Yarlienis Mendieta | Tatiana Guerrero         |
| 63 kg | Susana Valencia   | Daniela Aguilar    | Gelvina Vargas           |
| 67 kg | Lil Canales       | Aracely Martinez   | Ashley Zárate            |
| 72 kg | Hetzel Alguera    | Fatima Rodriguez   | ----                     |